# Focus Features
Focus Features LLC – amerykańska wytwórnia filmowa, należąca do grupy NBC Universal, a dokładniej do jej pionu kinowego Universal Pictures. Powstała w 2002 z połączenia trzech mniejszych wytwórni należących do tego samego właściciela: USA Films, Universal Focus oraz Good Machine. Siedziba wytwórni znajduje się w Universal City w stanie Kalifornia, na terenie głównego kompleksu studyjnego Universal Pictures.
W odróżnieniu od swojej wytwórni-matki, która koncentruje się na komercyjnym kinie głównego nurtu, Focus Features produkuje filmy uważane w Hollywood za kino artystyczne (art house films) oraz dystrybuuje na rynku amerykańskim produkcje z innych krajów. Tym samym pełni w grupie NBC Universal rolę analogiczną np. do Miramaxu w The Walt Disney Company. Pomimo takiego nastawienia, niekiedy sygnowane przez Focus filmy okazują się sukcesami kasowymi. Na rynku amerykańskim największy dochód przyniosła jak dotąd Tajemnica Brokeback Mountain, która zarobiła ponad 83 mln dolarów. Jeśli jednak uwzględnić również zyski z wyświetlania poza USA, na pierwsze miejsce wysuwa się obraz Tajne przez poufne, który wypracował ponad 161 mln dolarów.
W sierpniu 2011 Focus Features założyła Focus World, wytwórnię skupiającą się na rynku wideo na żądanie, która początkowo planowała dystrybucję 15 filmów rocznie i jeden film miesięcznie.

## Filmografia
Lista uwzględnia zarówno filmy wyprodukowane przez Focus Features, jak i dystrybuowane przez tę firmę w USA.

### 2002
- 8 kobiet
- Daleko od nieba
- Pianista
- 8 kobiet

### 2003
- Morderstwo w sieci
- Basen
- Między słowami
- Sylvia
- 21 gramów

### 2004
- Zakochany bez pamięci
- Vanity Fair. Targowisko próżności
- Dzienniki motocyklowe
- Ned Kelly

### 2005
- Ja w środku tańczę
- Człowiek pies
- Broken Flowers
- Wierny ogrodnik
- Lato miłości
- Duma i uprzedzenie
- Zimne dranie
- Tajemnica Brokeback Mountain
- Ned Kelly

### 2006
- Kto ją zabił?
- Scoop – Gorący temat
- Hollywoodland

### 2007
- Wieczór
- Wschodnie obietnice
- Ostrożnie, pożądanie
- Droga do przebaczenia
- Pokuta

### 2008
- Najpierw strzelaj, potem zwiedzaj
- Kochanice króla
- Tajne przez poufne
- Obywatel Milk

### 2009
- Koralina i tajemnicze drzwi
- Zdobyć Woodstock
- 9

### 2014
- Sygnał